# Layla Dawson
Layla Dawson, geborene Layla Shah (* 1949 in London; † 3. März 2015 in Auckland, Neuseeland), war eine britische Architektin und Architekturkritikerin.

## Leben
Nach dem Studium der Architektur arbeitete Dawson ab 1975 in England, dem Nahen Osten und Hongkong. 1987 bis 1989 lehrte sie als Senior Lecturer an der Hongkong Polytechnic. Seit 1989 lebte sie als freie Autorin in Hamburg. 1999 heiratete sie den Künstler und Typographen Christoph Krämer (1948–2010). Sie starb nach langer schwerer Krankheit am 3. März 2015.

## Werke
Dawson veröffentlichte eine Reihe von Fachartikeln und Monographien zur Architektur, aber ebenso zu literarischen Themen. Sie war regelmäßige Autorin für internationale Zeitschriften in London, Hongkong, China und  Japan sowie der deutschen Monatszeitschrift konkret. Außerdem trat sie als Romanautorin auf.

### Monographien
- Daniel Libeskind – Felix Nussbaum Haus. Museum ohne Ausgang. Prestel Verlag, München/Berlin/London/New York 1998, ISBN 3-7913-2127-7.
- Berlin: Modern Architecture. Carlton Books, London 2002, ISBN 1-84222-637-1.
- China’s new dawn. An architectural transformation. Prestel Verlag, München/Berlin/London/New York 2005, ISBN 3-7913-3270-8.

### Romane
- Brit and brown. Aus dem Englischen von Christel Dormagen. Berliner Taschenbuch Verlag, Berlin 2008, ISBN 978-3-8333-0493-4 (unter dem Autorennamen Layla Shah).
- Die Welt ist kälter ohne dich. Eine Geschichte der Trauer. Aus dem Englischen von Christel Dormagen. Rowohlt, Reinbek 2014, ISBN 978-3-499-60134-7 (unter dem Autorennamen Layla Shah).